# NGC 7794
NGC 7794 é uma galáxia espiral (Sbc) localizada na direcção da constelação de Pegasus. Possui uma declinação de +10° 43' 42" e uma ascensão recta de 23 horas, 58 minutos e 34,1 segundos.
A galáxia NGC 7794 foi descoberta em 23 de Novembro de 1785 por William Herschel.